# The Real Kids
The Real Kids est un groupe de punk rock américain, originaire de Boston, dans le Massachusetts. Il est formé en 1972 par John Felice.

## Biographie
John Felice (né en 1955) est un ami d'enfance de Jonathan Richman. Il joue régulièrement avec les Modern Lovers. Il forme The Kids (rebaptisé Real Kids par la suite) en 1972, mais n'enregistre leur premier album homonyme qu'en 1977. Avant ça, le journaliste français Philippe Garnier a créé le label Sponge Records pour produire leur premier single All Kindsa Girls, et deux morceaux enregistrés dans les conditions du live sont parus en 1976 sur la compilation Live at the Rat du club de Boston le Rathskeller. 
Un EP intitulé Outta Place parait en 1982. Ils tournent aussi en Europe et publient l'album live All Kindsa Jerks. Ils publient un album uniquement pour le marché européen sur le label français New Rose en 1983, Hit You Hard. Les membres Alpo Paulino et Billy Borgioli quittent le groupe pour former Primitive Souls. En 1988, Felice forme un nouveau groupe, John Felice and The Lowdowns, publiant l'album Nothing Pretty chez Ace of Hearts, plus tard réédité par Norton Records. 
The Real Kids se réuniront à plusieurs occasions. Ils jouent en 1998 et 1999, notamment à New York. Le bassiste Alpo Paulino décède le 6 février 2006. The Real Kids se reforment en 2014 et publient un nouvel album. Shake Outta Control, publié au label Ace of Hearts Records. Il comprend des classiques tels que Who Needs You et Common at Noon. Il est aussi publié en vinyle par le label The Ugly Pop Records. Billy Borgioli décède le 27 juin 2015.

## Membres

### Membres actuels
- John Felice - guitare, chant
- Billy Cole - guitare
- Dickie Oakes - basse
- Jimmy Birmingham - batterie

### Anciens membres
- Chris Barnard - basse
- Judd Williams - batterie
- Howard Ferguson - batterie
- Billy Borgioli - guitare
- Bobby Morin - batterie
- Matthew Mac Kenzie
- Ricky Rotchild - batterie
- Scott Parmenter - guitare
- Bobby McNabb - batterie
- Kevin Glasheen - batterie
- Jeff Jensen - basse
- Curt Naihersey - guitare
- Rick Coraccio - basse
- Steve Davidson - guitare, chant
- Norman Bloom - batterie

## Discographie
- 1977 : All Kindsa Girls
- 1982 : All Kindsa Jerks
- 1993 : Grown Up Wrong
- 1999 : Better Be Fast
- 1999 : Down to You
- 2001 : Got Everything